# Moses Russell
Moses Richard Russell (ur. 20 maja 1888 w Tredegar, zm. 18 grudnia 1946 w Chepstow) – walijski piłkarz występujący na pozycji obrońcy.
W reprezentacji Walii zadebiutował 2 marca 1912 w przegranym 0:1 meczu British Home Championship ze Szkocją, a 15 marca 1924 w wygranym 1:0 pojedynku tego samego turnieju z Irlandią Północną strzelił swojego jedynego gola w kadrze. W latach 1912–1928 w drużynie narodowej rozegrał 23 spotkania.